# Hunter × Hunter
Hunter × Hunter (ハンター×ハンター, Hantā × Hantā, litt. « Chasseur × Chasseur », souvent abrégé HxH) est un manga écrit et dessiné par Yoshihiro Togashi. Il est prépublié depuis mars 1998 dans l'hebdomadaire Weekly Shōnen Jump de l'éditeur Shūeisha, et est compilé en trente-huit tomes. La version française est publiée aux éditions Kana.
La série a fait l'objet de deux adaptations en anime. La première, produite par Nippon Animation, est diffusée entre 1999 et 2001 au Japon, suivie de trois séries d'OAV sorties en 2002, 2003 et 2004. Elle est éditée en français par Dybex. La seconde, produite par Madhouse et reprenant l'histoire depuis le début, est diffusée entre octobre 2011 et septembre 2014 au Japon. La licence pour les principaux pays francophones est acquise par Kana Home Video qui édite la série en DVD. La série est également adaptée en deux films d'animation, avec Hunter × Hunter: Phantom Rouge sort en janvier 2013 et Hunter × Hunter: The Last Mission en décembre 2013.
Hunter × Hunter est un grand succès critique et l'une des séries de mangas les plus vendues de l'histoire avec plus de 84 millions d'exemplaires en circulation dans le monde.

## Histoire

### Synopsis
Gon Freecss est un jeune garçon âgé de 12 ans, rêvant de devenir hunter (littéralement chasseur en anglais). Les hunters sont des citoyens d'élite autorisés à faire quasiment tout ce qu'ils souhaitent sur simple présentation de leur licence : ils peuvent ainsi acquérir gratuitement tout objet à la vente sur les fonds de l'association, réquisitionner tout véhicules, logements et outils pour leur travail et sont de facto habilités à exercer tous les métiers du monde, pouvant tout aussi bien devenir chasseurs de primes, chefs-cuisinier, archéologues, zoologues, justiciers ou consultants dans divers domaines. Son père, Ging Freecss, qu'il ne connaît pas directement, est considéré comme un des plus grands hunters de son temps. C'est aussi pour le retrouver que Gon veut devenir hunter.
Cependant l'examen de hunter, qui a lieu chaque année, est extrêmement difficile et périlleux. On dit que en moyenne un candidat sur 10 000 arrive sur le lieu des épreuves et qu'un seul candidat tous les trois ans devient hunter à sa première tentative. Durant les épreuves, il n'est pas rare d'être blessé, voire tué par des monstres, des pièges ou même d'autres concurrents…
Au cours de cet examen, Gon va rencontrer différents personnages, aussi bien ami qu'ennemi : Kurapika, qui participe à l'examen Hunter pour devenir un Hunter de la Blacklist et dont le seul objectif est de venger son clan, le clan Kuruta, assassiné par la Brigade fantôme et tenter de récupérer les yeux de son clan, les pupilles écarlates ; Léolio, dont le but avoué est d'acquérir de l'argent pour financer ses études de médecine ; Kirua, qui a le même âge que Gon, est le fils d'une famille d'assassins d'élite, la famille Zoldik, ne souhaite pas poursuivre la voie de sa famille, participant à cet examen par simple amour du défi ; Hisoka, dont la grande passion est le combat contre des guerriers très puissants ; ainsi que beaucoup d'autres…
La force de Gon n'est pas que physique : son charisme, sa pureté, sa gentillesse, sa grande générosité et surtout son incroyable capacité à attirer la sympathie l'aident souvent à se sortir des situations les plus périlleuses.

### Les différentes parties
L'histoire de Hunter × Hunter peut être découpée en plusieurs parties, jalonnées par les objectifs courants des personnages, qui ponctuent la quête principale de Gon, la recherche de son père.
| Gon, Kurapika et Léolio se retrouvent tous trois sur le même bateau, se rendant vers l'épreuve. En chemin, ceux-ci sont pris dans une tempête. Étant les trois seuls passagers n'ayant pas eu peur pendant la tempête et ayant gardé leur sang-froid, le capitaine les accepte pour la première épreuve non officielle de l'examen de hunter et leur indique le premier endroit où se rendre pour pouvoir aller sur le lieu de l'examen, l'arbre sur la montagne. Toutefois, pour y parvenir, il faut répondre correctement à un quiz, le quiz palpitant à deux réponses qu'une vieille femme leur impose. Même si la femme ouvre le chemin au(x) participant(s), cela ne signifie pas pour autant que la réponse qui a été donnée est la bonne ; des monstres ou des pièges les attendent ainsi au bout du « mauvais » chemin emprunté. Après avoir répondu correctement au quiz de la vieille femme, Gon, Kurapika et Léolio se retrouvent confrontés à des ratons-renard, sorte de créature à l'apparence animale cependant plus grande qu'un humain et dotée de parole. Ils réussissent malgré tout à gagner la confiance de ceux-ci. Puis le trio bénéficie d'une petite balade dans les airs qui les amène devant un bâtiment (il s'agit en fait d'un banal restaurant), les conduisant enfin au lieu des épreuves. Le groupe arrive finalement sur le lieu des épreuves, où ils sont accueillis par une « horde » de participants. Ceux-ci n'ont rien à voir avec des personnes ordinaires, ce sont tous, selon Kurapika, des experts. Alors qu'ils vont commencer la première épreuve, ils font entre-temps la rencontre de Tompa qui essaie en vain de les éliminer en leur faisant avaler un laxatif. Ils feront aussi la rencontre de Kirua, l'un des principaux personnages du manga. - Premier tour des épreuves L'examinateur du premier tour des épreuves est Satotsu, un hunter archéologue. L'épreuve qu'il impose est de faire courir les 405 participants pendant plus de 80 kilomètres et de les amener dans un marécage, Le Nid des Escrocs. Toutefois, Satotsu ne manquera pas d'augmenter la cadence en cours de route. Le Nid des Escrocs est parsemé d'embuches et de monstres (notamment : le Ségamé, ou Homme de Brume, le Patient-Attentif, le Corbeau Crieur, le Champignon Mine et le Papillon Somnifère). Gon, Kirua, Kurapika ainsi que Léolio sortiront vainqueurs de cette épreuve pour aboutir au second tour des épreuves. On dénombre, pour ce tour, 47 abandons. - Deuxième tour des épreuves Le deuxième tour des épreuves consiste à combler la faim de Buhara et Menchi, examinateurs et hunters gourmets de ce tour. Il y a deux sous-épreuves lors du deuxième tour, dont la première, où les participants doivent assouvir la faim de Buhara qui commande un Great Stamp, le porc le plus féroce de la planète. Le groupe sortira vainqueur de cette sous-épreuve, et il restera 70 participants pour la deuxième sous-épreuve. Celle-ci, dirigée par Menchi, s'avère extrêmement plus difficile que la première. Les participants doivent, à partir d'instruments de cuisine et de riz mis à leur disposition, cuisiner des sushis. Le seul ayant réussi à avoir cuisiné un sushi correct est Hanzo, descendant d'une puissante famille de ninjas – étant Japonais, la confection de sushis est une épreuve faite pour lui. Cependant, le goût du plat s'avère n'être pas assez bon. Aucun candidat ne sera sélectionné pour la suite des épreuves, et par conséquent, celles-ci sont terminées. - Intervention du Président de la société des Hunters, et nouvelle deuxième épreuve Devant l'échec des participants de l'examen en entier, Nétéro, le Président de la société des Hunters, décide d'intervenir en personne sur les lieux des épreuves. Il sermonne Menchi, et lui demande de choisir une nouvelle épreuve, tout en sachant qu'elle devra elle aussi s'y soumettre. Menchi demande au président d'amener (avec le dirigeable de la fondation) les candidats au sommet du mont Mafutatsu, que l'on devine à l'horizon, pour que les candidats récupèrent un œuf dur. Arrivés au sommet, Menchi plonge dans le canyon coupant la montagne en deux, pendant que Nétéro explique l'épreuve : les aigles-tarentules vivent exclusivement sur cette montagne, tissent des fils de part et d'autre de la faille, et y suspendent leurs nids. Pour récolter l'un de ces œufs, il faut sauter, s'accrocher à un fil, ramasser un œuf dans un nid, et remonter en utilisant les courants ascendants du canyon. - Troisième tour des épreuves Les candidats sont déposés au sommet de la tour aux astuces et reçoivent pour toute indication « d'atteindre le pied de la tour en moins de 72 heures ». L'un des candidats tente de descendre le mur de la tour à mains nues, mais des prédateurs volants surgissent et le dévorent. Les candidats doivent se glisser dans une des nombreuses entrées cachées et affronter les pièges variés disposés sur leur chemin. Gon tombe dans le chemin du « choix à la majorité » avec ses amis Léolio, Kurapika et Kirua, ainsi que Tompa. Ils atteindront le pied de la tour au cours des dernières secondes de l'épreuve. - Troisième tour « bis » C'est une épreuve qui n'existe que dans lanime de 1999. Lors des épisodes 18 à 20, les candidats sont déposés sur un navire-hôtel ancré dans un cimetière de bateaux, soi-disant pour se reposer. En réalité, ils doivent y passer plusieurs tests, comme trouver des trésors de valeur ou survivre à un redoutable phénomène climatique qui ne se produit que tous les dix ans. Pour échapper au typhon qui va submerger l'île, les candidats survivants doivent s'unir pour remettre en marche le cuirassé servant d'hôtel. Grâce à l’efficacité de Gon, Kirua et Léolio et l'organisation de Kurapika, 24 personnes passent l'épreuve, se remettant ainsi à niveau avec le manga. - Quatrième tour Les candidats sont déposés sur l'île de Zébilo, avec l'instruction de totaliser 6 points pour passer à l'épreuve suivante. Ils gagneront ces points en conservant leur plaque numérale (3 points), en s'emparant de celle de leur cible (3 points) ou en accumulant les plaques des autres concurrents (1 point). Lors du tirage au sort des cibles, Gon tombe sur le no 44, celui d'Hisoka. Grâce à une stratégie longuement préparée, il arrivera à s'emparer de la plaque d'Hisoka, mais se fera simultanément neutraliser par le candidat dont il était la cible. Il ne devra sa qualification qu'au bon vouloir d'Hisoka qui lui prêtera sa plaque pour le récompenser de ses efforts. Neuf personnes seulement passeront l'épreuve. - Finale Le président Nétéro décide d'organiser une sorte de tournoi. Il suffit aux candidats de faire déclarer l'abandon à leur adversaire pour être admis comme hunter, alors que le perdant continue le tournoi. La mort d'un adversaire entrainerait la disqualification du meurtrier. Gon et Kurapika sont les premiers qualifiés. Kirua se retrouve lors de son combat opposé à son frère aîné. Sous la pression de ce dernier, il déclare forfait, et quelques minutes plus tard, pour une raison sur le coup inexpliquée, tue Bodoro, un des candidats (on découvrira par la suite que lors de leur affrontement, Irumi, son frère, avait posé son nen de manipulation sur Kirua et l'avait forcé à tuer Bodoro). Il est immédiatement disqualifié et l'épreuve est clôturée. Kirua part tout de suite après son meurtre. Les hunters promus de cette session sont : Gon, Kurapika, Hanzo, Hisoka, Pokkuru, Léolio et Irumi. Gon, Kurapika et Leolio décident alors d'aller « sauver » Kirua, et c'est ainsi que cet arc se clôt. À la suite de l'examen et de son « échec » dans le cinquième tome, Kirua retourne dans sa famille, constituée de tueurs professionnels, les Zoldyck, et semble se murer dans une vie pénible dont il a du mal à se défaire. Kurapika, Léolio et Gon se rendent chez lui pour le délivrer de cet univers, mais aussi de lui-même. Cependant, lorsqu'ils arrivent à la demeure des Zoldyck, ils doivent passer le test de la porte, le but étant de pousser une porte dont chaque bloc pèse 2 tonnes. C'est grâce à un gardien et à leur amitié avec Kirua qu'ils vont pouvoir emprunter cette porte secrète seulement connue de la famille et des domestiques. C'est au bout de deux semaines, lorsque Léolio arrive à bout des 4 tonnes, que le groupe peut enfin passer. Après avoir marché, Gon, Kurapika et Léolio se retrouvent face à Kanaria, apprentie domestique qui ne les laisse pas traverser le portail. À chaque tentative, Léolio, Kurapika et surtout Gon se font expulser par la jeune fille. On apprend que Kirua traite ses domestiques en amis et ne comprend pas les statuts des personnes. Gon réussit à passer grâce à sa détermination et à son amitié pour Kirua. Est ensuite décrit l'état dans lequel se trouve Kirua, victime de torture. Malgré tout, il garde une force incroyable face à son bourreau, qui n'est autre que son frère aîné, bien moins fort que lui. La mère de Kirua intervient et ment habilement à Gon sur la situation de Kirua. Kanaria décide de mener Gon, Kurapika et Léolio à la résidence des majordomes. Ceux-ci rencontrent Gotô, le chef des majordomes, qui décide de les faire patienter en jouant, l'enjeu étant la vie de Kanaria. Gon finit par gagner la partie et découvre avec stupeur que ce n'était qu'un moyen pour patienter en attendant le retour de Kirua. Pendant ce temps, Kirua, qui a eu la permission de son père et de son grand-père, est en route pour la résidence. Il arrive au moment où Gon gagne, et retrouve ainsi Gon, Kurapika et Léolio. Kirua décide ensuite de partir et menace Gotô de ne pas le suivre. Sa famille semble divisée sur l'éducation de Kirua. Sa mère Kikyo tient à le garder au domaine et lui faire suivre une formation très rigoureuse, mais son père Silva et son grand-père Zeno pensent différemment. Finalement, Silva décide d'autoriser Kirua à quitter le domaine, à condition de rester avec ses amis et de ne jamais les trahir. Gon et Kirua se mettent donc en route vers la tour du tournoi céleste afin d'y acquérir de l'argent. Gon et Kirua réunis, les deux enfants se rendent à la tour du tournoi céleste. Dans cette tour immense de 991 mètres de haut, s'affrontent des combattants venus du monde entier. Cette tour leur permet non seulement de s'entraîner au combat, mais aussi de gagner de l'argent. En effet, après chaque victoire, on gagne le droit de monter d'un certain nombre d'étages, et une somme plus ou moins importante selon l'étage. Le combat n'a pas de règles, à part l'interdiction des armes. Il s'arrête au KO, ou lorsqu'un des concurrents totalise 10 points. Les points se comptent ainsi : les « Clean hits », coups ordinaires, valent 1 point ; les « Criticals hits », coups extraordinaires comptent pour 2 points ; et on ajoute 1 point quand il y a « Down », c'est-à-dire qu'un combattant est à terre. Cependant se dresse devant Gon et Kirua la frontière symbolique du 200e étage. À partir de celui-ci, les règles changent. Les armes sont autorisées, et l'on doit remporter 10 victoires avant de totaliser 4 défaites pour pouvoir défier le « Floor master ». Désormais ils combattent seulement pour l'honneur, car il n'y a plus aucune récompense. Mais, élément connu des seuls initiés, à partir du 200e étage les combattants utilisent le nen. Aidés par Wing, le maitre de Zushi, un autre enfant rencontré dans la tour, Gon et Kirua apprennent les bases du nen. Après avoir perdu son 1er duel contre Guido, malgré l'interdiction de Wing de combattre, Gon et Kirua vont petit à petit développer leur nen. C'est aussi dans la tour céleste que Gon se bat contre Hisoka pour la première fois, et qu'il parvient même à lui placer son « poing dans la figure », lui permettant ainsi de rembourser sa « dette » de l'examen de hunter en rendant à Hisoka sa plaque. Ce cycle marque un tournant dans Hunter × Hunter car c'est le moment où Gon et Kirua découvrent l'existence du nen. Après le combat contre Hisoka, Gon et Kirua vont passer un peu de temps chez Mito, la tante de Gon qui l'a élevé. Celle-ci lui donne alors une mystérieuse boîte qu'elle possède depuis des années, et qui provient de Ging, le père de Gon. Les deux amis réussissent à l'ouvrir à l'aide du nen et trouvent à l'intérieur une cassette audio, une carte de sauvegarde pour un jeu vidéo nommé « Greed Island » et une bague mystérieuse. Sur la cassette, un message enregistré de Ging enjoint Gon de le retrouver, le défiant presque. Ayant appris que « Greed Island » est un jeu très rare, ils se rendent à York Shin City pour les fameuses « enchères de York Shin », afin d'en trouver un exemplaire. Ils rencontreront là-bas la Brigade fantôme, et se feront même enlever par laraignée (surnom donné à la Brigade fantôme à cause du tatouage en forme d'araignée porté par ses membres) qui souhaite venger la mort d'Uvogin (tué par « le type à la chaîne », qui n'est autre que Kurapika). Kurapika participera à une chasse à l'homme pour retrouver la brigade fantôme, organisé par les parrains de la mafia. Plusieurs tueurs à gages se feront tuer par les membres de l'araignée. Le père et le grand-père de Kirua affronteront Kuroro, le chef de la brigade fantôme. Puis Gon et Kirua se referont capturer par l'araignée. Kurapika capturera donc leur chef et utilisera sa chaîne du jugement pour imposer des conditions au chef et à Pakunoda (une membre de la brigade fantôme). Hisoka décida de se battre contre le chef, mais ne le fera pas car Kuroro étant sous les conditions de la chaîne du jugement, il ne peut plus utiliser son nen et donc plus se battre sérieusement. Hisoka quittera donc la brigade fantôme. Par la suite, Gon et Kirua trouvent un moyen de jouer à « Greed Island » en offrant leurs services à un milliardaire qui achète tous les exemplaires existants du jeu, et engage des mercenaires pour le terminer. Greed Island est un jeu vidéo apparaissant dans le manga se jouant sur une console Joystation. Ce jeu légendaire, jamais terminé, a été créé par plusieurs hunters au nen particulièrement puissant et n'est accessible qu'aux joueurs maîtrisant eux-mêmes le nen. Les joueurs doivent rassembler cent cartes obtenues en accomplissant des épreuves, en combattant des créatures ou des personnages puissants ou encore en résolvant des énigmes. Contrairement à un jeu ordinaire, le joueur est physiquement transporté dans le monde du jeu. Il est dit que certains joueurs ne reviennent jamais, ou meurent dans le jeu. Le terminer donnerait accès à un trésor, mais personne ne sait de quoi il s'agit. En réalité, le jeu se situe dans le monde réel, sur une île isolée par de forts courants marins. Les personnages non joueurs ont l'apparence humaine et sont programmés par le nen, ou sont parfois des prisonniers ayant accepté de participer - mais ils encourent la peine de mort s'ils enfreignent les règles du jeu. Gon et Kirua y rencontreront une jeune fille, Biscuit hunter pro, qui a en réalité 57 ans et qui les aidera à développer leur nen. Ils termineront le jeu en cumulant 100 cartes à emplacement fixe. L'un des créateurs du jeu est le père même de Gon, Ging, qui l'aurait en partie conçu pour rendre Gon plus fort. Le nom même du jeu est une combinaison des initiales de ses créateurs. Dans le même temps, Kirua repasse avec succès l'examen de hunter. À la fin du jeu, Gon voudra retrouver Ging à l'aide de l'une des cartes du jeu, mais cela l'amènera vers Kaito, entamant l'arc des Kimeras Ants. Dans l'anime 1999, il y a 22 épisodes (OAV) qui sont consacrés à ce cycle. |

## Univers

### Personnages

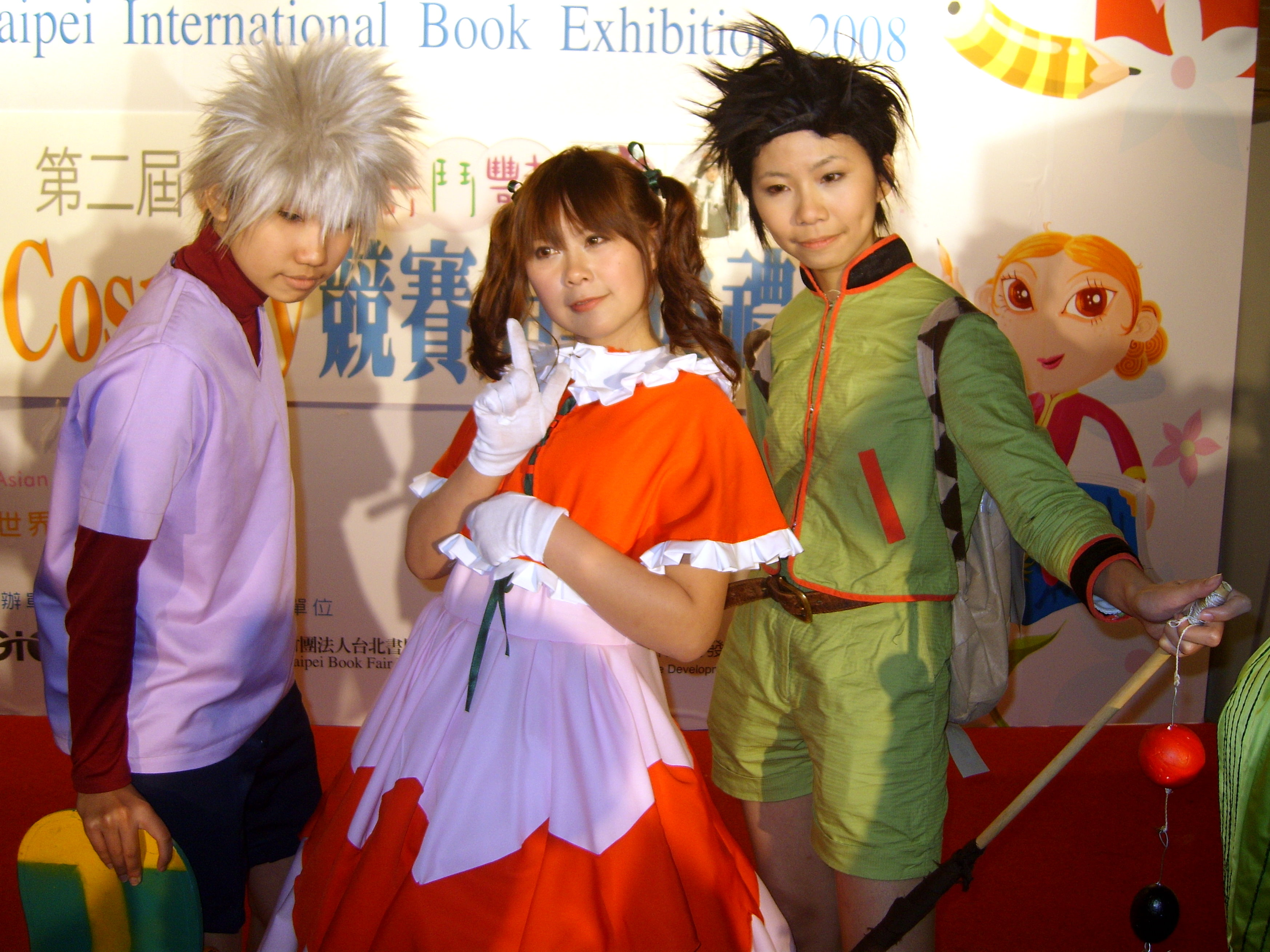
Cosplay de Gon, Kirua et Biscuit.

Les quatre principaux protagonistes de Hunter × Hunter sont :
- Gon Freecss (ゴン·フリークス, Gon Furīkusu?) ;
- Kirua Zoldik (キルア·ゾルディック, Kirua Zorudikku?) ;
- Kurapika Kuruta (クラピカ, Kurapika?) ;
- Léolio Paradinaito (レオリオ·パラディナｲﾄ, Reorio Paradinaito?).

### Concepts
Le nen est une énergie caractéristique du manga Hunter × Hunter qui puise sa force dans l'énergie vitale. Les quatre grands principes sont des pratiques destinées à accroître cette énergie. Le nen comporte entre autres :
- Le ten : renforcement de l'aura partout autour du corps par la régulation de l'aura de son utilisateur[1] ;
- Le zetsu : restitution de l'aura, ainsi, les autres utilisateurs de nen ne peuvent voir l'aura de celui qui utilise le zetsu[1] ;
- Le ren : éruption de l'aura grâce à la puissance qu'a acquis l'utilisateur[1] ;
- Le hatsu : projection de l'aura et peut ainsi avoir sa propre technique spéciale. Chaque personnage a une différente technique selon les types de hatsu[1].

Le nen peut aussi avoir des applications avancées formées à partir des quatre grands principes. En voici quelques exemples :
- Le en : l'aura enveloppe une grande quantité d'espace autour du corps de l'utilisateur. Le en est une application avancée du ten et du ren[2] ;
- Le in : le camouflage de l'aura. Il permet de presque totalement effacer la présence de l'aura d'un utilisateur. Le in est une forme avancée du zetsu[2] ;
- Le gyo : la concentration de l'aura pour accumuler plus de puissance sur une partie du corps. Le gyo est une application avancée du ren[2] ;
- Le ken : c'est une version avancée du ren qui consiste à maintenir son ren sur l'ensemble de son corps. C'est une est technique défensive qui est difficile à maintenir dans le temps[2] ;
- Le ryû : cette technique consiste à répartir l'aura sur différentes parties du corps, en mettant par exemple 70% de l'aura sur le poing gauche et les 30% restant sur le reste du corps[2] ;
- Le kô : cette technique utilise le gyo pour placer toute l'aura sur une même partie du corps[2] ;
- Le shû : cette technique consiste à entourer un objet du nen pour le rendre plus résistant et plus efficace[2].

Les personnages peuvent posséder différents types de hatsu selon leur personnalité : renforcement, manipulation, transformation, émission, spécialisation, et matérialisation.

## Manga

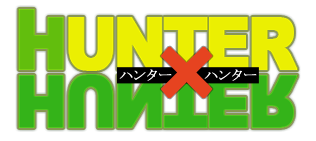
Logo du manga Hunter × Hunter, créé via Photoshop, avec les polices : Fonts used: MS Mincho, Arial et Arial Black.

Hunter × Hunter est scénarisé et dessiné par Yoshihiro Togashi. La série débute sa prépublication le 16 mars 1998 dans le Weekly Shōnen Jump. Après le chapitre 260 sorti en février 2006, le rythme de parution des chapitres est devenu très fluctuant. Le chapitre 261 ne paraît dans le Weekly Shōnen Jump que le 6 octobre 2007, suivi d'un chapitre hebdomadaire jusqu'au 8 décembre 2007. La parution a de nouveau été arrêtée pour reprendre à un rythme hebdomadaire au 3 mars 2008, retour à accompagner par la sortie du tome 25 le 4 mars 2008 au Japon. Le 9 mai 2008, la parution de nouveaux chapitres dans le Weekly Shōnen Jump a été de nouveau arrêtée au chapitre 280.
Le 5 octobre 2008, le chapitre 281 paraît dans le Jump. La série est donc relancée pour dix chapitres avant une autre pause à partir du 4 décembre 2008. La publication des chapitres dans le Weekly Shōnen Jump a repris le 4 janvier 2010 avec le chapitre 291, avant une nouvelle pause à partir du 1er juin 2010. Après plus d'un an de pause, le chapitre 311 est prépublié le 8 août 2011. Le manga connait une nouvelle pause au chapitre 340 en mars 2012. Deux chapitres basés sur l'histoire de Kurapika sont sortis en décembre 2012 et sont à l'origine du premier film d'animation sorti en janvier 2013. La série a repris en juin 2014, mais est de nouveau en pause à partir d'août 2014 à la suite de problèmes de mal de dos de l'auteur,. La série est de nouveau publiée sporadiquement entre 2016 et 2018,,. Le manga est de nouveau en pause à partir de novembre 2018. En mai 2022, Yoshihiro Togashi a créé un compte Twitter et a annoncé le retour du manga de son long hiatus une fois qu'il aura achevé dix chapitres, l'équivalent d'un nouveau tome. La série reprend alors sa publication du 24 octobre au 26 décembre 2022. À l'occasion de cette nouvelle pause, le service éditorial du magazine Weekly Shonen Jump déclare que le manga ne devrait plus suivre une parution hebdomadaire à l'avenir. En novembre 2023, l'auteur dévoile qu'il a imaginé quatre scénarios pour mettre fin au manga. Parmi celles-ci, il dévoile la quatrième fin qu'il a abandonnée, mais qui pourrait toutefois être considérée comme la fin du manga si l'auteur meurt avant d'avoir formellement terminé le manga. La série reprend sa publication du 7 octobre au 9 décembre 2024.
L'éditeur Shūeisha publie les chapitres sous format tankōbon depuis le premier volume sorti le 4 juin 1998, avec 37 volumes sortis au 4 novembre 2022,. Le tome 38 sortira en septembre 2024. La série est également publiée sous format sōshūhen, plus proche de la version prépubliée, avec onze volumes sortis entre le 9 décembre 2011 et le 18 avril 2014, couvrant jusqu'à l'arc des élections,.
La version française est publiée par Kana avec un premier volume sorti le 1er mars 2000, avec 38 tomes sortis au 4 juillet 2025. Aux États-Unis, la version anglaise est publiée par Viz Media depuis avril 2005. La série est également publiée dans de nombreux pays autour du monde, notamment par Tong Li Comics à Taiwan, Chuang Yi à Singapour, Carlsen Comics en Allemagne, Culturecom à Hong Kong, Comics House en Malaisie et Editora JBC au Brésil.

## Anime
Un épisode pilote produit par le studio Pierrot est diffusé au Jump Super Anime Tour en 1998 et adapte les deux premiers chapitres du manga.

### Hunter × Hunter(1999)
La première série en série télévisée d'animation est produite par Nippon Animation et réalisée par Kazuhiro Furuhashi. Les 62 épisodes de la série sont diffusés en transmission hertzienne le samedi soir sur Fuji Television entre le 16 octobre 1999 et le 31 mars 2001, lors du même créneau horaire que la précédente série de Togashi, Yu Yu Hakusho,,, et en transmission satellite sur la chaîne Animax,. Bien que la série animée suive assez fidèlement le manga, la violence de certaines scènes est atténuée pour correspondre à un jeune public. La série est publiée par Marvelous Entertainment en 13 volumes DVD sortis au Japon entre le 20 septembre 2000 et le 19 septembre 2001.
En France, la série est diffusée sur M6 , Mangas et NT1 entre 2005 et 2010 et sort en DVD à partir de janvier 2005.

#### Original video animations
En 2001, lorsque la série animée rattrape le manga, Nippon Animation prend la décision de stopper l'adaptation plutôt que de la continuer avec des épisodes filler. La réaction négative des fans face à la conclusion de la série donne lieu à la production de trois Original video animation, reprenant depuis l'arc de Yorknew City et couvrant l'arc de Greed Island, soit les tomes 12 à 18 du manga,,,,.
Le premier OVA, réalisé par Satoshi Saga, comprend huit épisodes répartis en quatre volumes sortis entre le 17 janvier 2002 et le 17 avril 2002. Le second OVA, Hunter × Hunter: Greed Island, réalisé par Yukihiro Matsushita, comprend également huit épisodes répartis en quatre volumes sortis entre le 19 février 2003 et le 21 mai 2003. Le troisième OVA, Hunter × Hunter: G.I. Final, réalisé par Makoto Sato, comprend 14 épisodes répartis en sept volumes sortis entre le 3 mars 2004 et le 18 août 2004. Les OVA sont diffusés sur Animax après la fin de la série principale,.

### Hunter × Hunter(2011)
Une nouvelle adaptation en série télévisée d'animation est annoncée en juillet 2011, réadaptant l'histoire depuis le début dans un souci de fidélité au manga original. La série est réalisée par Hiroshi Kōjina (en), produite par Madhouse, scénarisée par Atsushi Maekawa, avec un chara-design de Takahiro Yoshimatsu. La série est diffusée le samedi matin sur Nippon Television à partir du 2 octobre 2011. L'horaire de diffusion change pour le jeudi soir à 1h29 à partir du 8 octobre 2013. La série se termine le 23 septembre 2014 après 148 épisodes. La série est diffusée en simulcast une heure après l'heure de diffusion japonaise sur Crunchyroll avec des sous-titres anglais pour les États-Unis, le Canada, l'Irlande, l'Afrique du Sud, l'Australie et la Nouvelle-Zélande. La série est diffusée sur Animax en Asie et en Inde à partir du 24 avril 2012. Le 9 octobre 2015, Viz Media annonce l'acquisition de la licence lors du New York Comic Con, avec la sortie en DVD/Blu-ray doublés en anglais. Le 1er avril 2016, Adult Swim annonce la diffusion de la série sur la case horaire Toonami à partir du 16 avril 2016,. Madman Entertainment achète les droits de la série pour l'Australie, la Nouvelle-Zélande et AnimeLab,. Funimation diffuse la série au Royaume-Uni et en Irlande à partir du 17 juillet 2020. En France, la série est diffusée en streaming sur Anime Digital Network et Netflix et commercialisée par Kana Home Video sous forme de coffrets DVD à partir du 26 septembre 2012 et Blu-ray à partir du 6 septembre 2019, elle est par la suite diffusée sur TF1 à partir de 2021 et disponible sur MY TF1 depuis décembre 2021. Elle est ensuite diffusée sur Game One et Série club.

### Films d'animation
Un film d'animation nommé Hunter × Hunter: Phantom Rouge (劇場版 HUNTER×HUNTER 緋色の幻影 -ファントム・ルージュ-, Gekijō-ban HUNTER×HUNTER Hiiro no Genei -Fantomu Rūju-) est sorti le 12 janvier 2013 au Japon. Le film adapte une histoire écrite par Yoshihiro Togashi dix ans plus tôt, où Kurapika se fait voler ses yeux par un ancien ami de son clan qu'il croyait mort. Le film est réalisé par Yuzo Sato.
À la fin du premier film, un second film d'animation a été annoncé. Intitulé Hunter × Hunter: The Last Mission (劇場版 HUNTER×HUNTER -The LAST MISSION-, Gekijō-ban HUNTER×HUNTER -The LAST MISSION), il est réalisé par Keiichirô Kawaguchi, produit par le studio Madhouse et est sorti le 27 décembre 2013 au Japon.
Les doublages du film sont les mêmes que pour la deuxième série animée.

### DVD
La première série télévisée est éditée en français par Dybex.
La seconde série télévisée est éditée en français par Kana Home Video. Des coffrets collectors en VO/VF sortent depuis septembre 2012.
- Le premier coffret contenant les épisodes 1 à 10 est sorti le 26 septembre 2012[62] ;
- Le deuxième coffret contenant les épisodes 11 à 20 est sorti le 27 mars 2013[63] ;
- Le troisième coffret contenant les épisodes 21 à 35 est sorti le 2 mai 2013[64] ;
- Le quatrième coffret contenant les épisodes 36 à 50 est sorti le 24 juillet 2013[65] ;
- Le cinquième coffret contenant les épisodes 51 à 59 est sorti le 21 janvier 2015[66] ;
- Le sixième coffret (sous-titré Greed Island) contenant les épisodes 60 à 75 est sorti le 18 février 2015[67] ;
- Le septième coffret (sous-titré Chimera Ant I) contenant les épisodes 76 à 90 est sorti le 6 mai 2015[68] ;
- Le huitième coffret (sous-titré Chimera Ant II) contenant les épisodes 91 à 105 est sorti le 9 août 2015 ;
- Le neuvième coffret (sous-titré Chimera Ant III) est sorti le 11 septembre 2017 ;
- Le dixième coffret (sous-titré Chimera Ant IV) est sorti le 11 septembre 2017 ;
- Le onzième coffret (sous-titré Election) est sorti le 11 septembre 2017.

## Produits dérivés

### Comédies musicales et pièces de théâtre
Le manga a connu une première adaptation en comédie musicale nommée Musical Hunter × Hunter (ミュージカル ハンター×ハンター) s'est produite en décembre 2010[réf. souhaitée]. C'est une histoire inédite qui se déroule entre les évènements des enchères de York Shin et le début de Greed Island. La deuxième adaptation nommée Musical Hunter × Hunter: The Nightmare of Zoldyck (ミュージカル ハンター×ハンター ナイトメア・オブ・ゾルディック) a été joué en août 2002 et raconte les évènements de Gon, Kurapika et Leolio lorsqu'ils sont allés chercher Kirua lorsqu'il était rentré chez lui après l'examen Hunter. Ces deux comédies musicales sont par la suite sorties en DVD et CD audio.
Une pièce de théâtre nommée Real Stage Hunter × Hunter: A Longing for Phalcnothdk ~ A Spider's Memory ~ (リアルステージ ハンター×ハンター｢A Longing for Phalcnothdk 〜蜘蛛の記憶〜｣) a été jouée à 16 reprises au théâtre Sun-mall à Shinjuku en août 2004. Elle est sortie en DVD le 10 décembre 2004 au Japon.

### Livres
- Une série de 3 livres basés sur la première série d'animation, écrit par Nobuaki Kishikan, a vu le jour au Japon :
  - le premier,  (ISBN 4-08-703091-1), est sorti le 3 décembre 1999[70] ;
  - le deuxième,  (ISBN 4-08-703098-9), est sorti le 23 octobre 2000[71] ;
  - le troisième,  (ISBN 4-08-703105-5), est sorti le 24 août 2001[72].

### Guide Book
- Un Guide Book nommé Hunter × Hunter: Hunters Association Official World and Character Guide (Hunter × Hunter ハンター協会公式発行ハンターズ・ガイド?) est sorti le 4 juin 2004 au Japon[73].

### Édition spéciale
- Une édition spéciale nommée Hunter × Hunter - Sôshû-hen - Treasure (Hunter×Hunter 総集編　Treasure?) de six tomes a vu le jour entre le décembre 2011[74] et le mai 2012[75]. Cette édition retrace l'histoire du manga jusqu'à la fin de l'arc Greed Island. Les tomes 7 à 11 regroupant l'arc fourmi-chimère sont sortis entre décembre 2013 et avril 2014[76],[77].

### Jeux vidéo
Plusieurs jeux vidéo Hunter × Hunter sont sortis, uniquement au Japon, sur différents supports :
- Hunter × Hunter, sur WonderSwan, est sorti en 2000 ;
- Hunter × Hunter: Ryumyaku no Saidan, développé et édité par Konami sur PlayStation 2, est sorti le 30 août 2001[79] ;
- Hunter × Hunter: Minna Tomodachi Daisakusen, développé et édité par Konami sur Game Boy Advance, est sorti le 24 avril 2003[80] ;
- Hunter × Hunter: Wonder Adventure, édité par Namco Bandai Games sur PlayStation Portable, est sorti le 20 septembre 2012[81] ;
- Hunter × Hunter: Nen × Impact, édité par Bushiroad Games et Arc System Works sur PlayStation 5, Nintendo Switch et Microsoft Windows, sortira le 17 juillet 2025[82].

En plus de ces jeux propres à la série, certains personnages comme les quatre protagonistes, Biscuit, Hisoka et Kuroro font une apparition dans Jump Super Stars et Jump Ultimate Stars sortis respectivement le 8 août 2005 et le 23 novembre 2006 sur Nintendo DS,. Les personnages de Gon et Kirua sont également jouables dans le cross-over J-Stars Victory Vs sorti en mars 2014 sur PlayStation 3 et sur PlayStation Vita,, et Hisoka apparait en tant que personnage de soutien. Gon, Kirua, Kurapika et Hisoka font partie du casting de Jump Force dès sa sortie, puis sont rejoints par Biscuit via le premier Character Pass et Meruem dans le second Character Pass.

### Autres produits
Des figurines des personnages principaux Gon, Kirua, Kurapika et Leolio sont sortis au Japon. Ces figurines sont fabriquées par Megahouse, Banpresto ou encore Max Factory,,. Un jeu de cartes à collectionner a aussi été créé par Bandai.

## Accueil

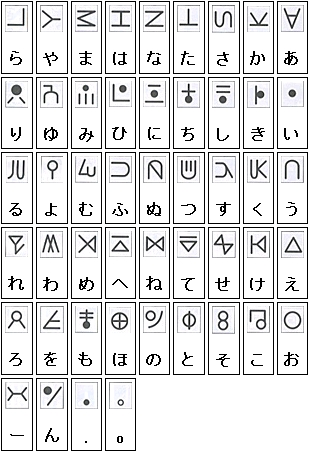
code hunter

### Manga
En juin 2007, les vingt premiers tomes du manga sont vendus à 36 958 000 exemplaires au Japon alors qu'en août 2011, les ventes totales du manga se sont élevées à 55 000 000 exemplaires. En juillet 2012, le tirage total des tomes s'élève à 60 millions d'exemplaires. En mai 2013, les ventes dépassent les 65 millions d'exemplaires. En novembre 2019, le tirage total des tomes s'élève à 78 millions d'exemplaires en circulation. En novembre 2021, le tirage total de la série s'élève à plus de 79 millions d'exemplaires en circulation. Et plus de 84 millions  d'exemplaires en circulation en juillet 2022. La série s'est classée n°4 sur Kono Manga ga Sugoi! de Takarajimasha liste des meilleurs mangas de 2012. Les lecteurs du magazine Da Vinci de Media Factory ont élu Hunter x Hunter numéro 11 sur une liste des plus grandes séries de mangas de Weekly Shōnen Jump de tous les temps. En 2019, la série s'est classée septième sur la 19e liste annuelle des "Livres de l'année" de Da Vinci. Dans le sondage Manga Sōsenkyo 2021 de TV Asahi, dans lequel 150 000 personnes ont voté pour leurs 100 meilleures séries de mangas, Hunter x Hunter s'est classé n°11.

### Anime
Adrian Marcano du site Inverse considére Hunter x Hunter: comme l'une des plus grandes séries animées de tous les temps. Il a dit que l'anime se distinguait par l'un des plus grands arcs d'histoire de l'histoire de l'anime dans lequel le méchant, et non le héros, amenait l'anime au statut de classique instantané. Il a également déclaré: "C'est dans la version 2011 que nous voyons probablement l'un des meilleurs arcs de l'histoire de l'animation japonaise: le Chimera Ant Arc".
En novembre 2019, Polygon a nommé la série comme l'un des meilleurs anime des années 2010 et Crunchyroll l'a inscrite dans leur « Top 100 des meilleurs anime des années 2010 ». IGN a également classé Hunter x Hunter parmi les meilleures séries animées des années 2010.